# Sachembijen
Sachembijen (Anthophora) zijn een geslacht van solitaire soorten uit de familie bijen. Het geslacht werd voor het eerst beschreven door Pierre André Latreille in 1803. De Nederlandse naam slaat op de pluimpjes aan de poten, die door Jac. P. Thijsse werden vergeleken met de franje aan Indianenkledij. Sachem is het woord uit een aantal Oost-Algonkische talen voor opperhoofd.

## Nederlandse soorten
- Anthophora acervorum
- Anthophora aestivalis (Mooie sachembij)
- Anthophora bimaculata (Kleine sachembij)
- Anthophora borealis (Noordelijke sachembij)
- Anthophora furcata (Andoornbij)
- Anthophora plagiata (Schoorsteensachem)
- Anthophora plumipes (Gewone sachembij)
- Anthophora quadrimaculata (Kattenkruidbij)
- Anthophora retusa (Zwarte sachembij)

## Soorten algemeen
- Anthophora abjuncta Cockerell, 1922
- Anthophora abramowi Fedtschenko, 1875
- Anthophora abrochia Eardley & Brooks, 1989
- Anthophora abroniae Timberlake, 1937
- Anthophora abrupta Say, 1837
- Anthophora acutilabris Morawitz, 1880
- Anthophora adamsorum Brooks, 1988
- Anthophora aegyptiaca (Dalla Torre & Friese, 1895)
- Anthophora aeneiventris Hedicke, 1931
- Anthophora aestivalis (Panzer, 1801)
- Anthophora affabilis Cresson, 1878
- Anthophora affinis Brullé, 1832
- Anthophora aflabellata Gribodo, 1926
- Anthophora agama Radoszkowski, 1869
- Anthophora albata Cresson, 1876
- Anthophora albella Gussakovsky, 1935
- Anthophora albiceps Friese, 1917
- Anthophora albicilla Pérez, 1895
- Anthophora albifascies Alfken, 1936
- Anthophora albifronella Brooks, 1988
- Anthophora albitomentosa Eardley & Brooks, 1989
- Anthophora albobarbata Hedicke, 1936
- Anthophora albomaculata Radoszkowski, 1874
- Anthophora albopicta Cockerell, 1917
- Anthophora albosignata (Friese, 1896)
- Anthophora albotibialis Wu, 2000
- Anthophora alfkenella Priesner, 1957
- Anthophora alluaudi Pérez, 1902
- Anthophora altaica Radoszkowski, 1882
- Anthophora alternans (Klug, 1845)
- Anthophora ambitiosa Alfken, 1935
- Anthophora amegilloides Wu, 2000
- Anthophora amseli Hedicke, 1936
- Anthophora andalusica Pérez, 1902
- Anthophora andicola Schrottky, 1911
- Anthophora angolensis (Dalla Torre, 1896)
- Anthophora anoplura Wu, 2000
- Anthophora antennata Wu, 1988
- Anthophora appletoni Cockerell, 1946
- Anthophora arabica Priesner, 1957
- Anthophora arctica Morawitz, 1883
- Anthophora arequipensis Brèthes, 1920
- Anthophora argyrospila Cockerell, 1938
- Anthophora arida Brooks, 1988
- Anthophora armata Friese, 1905
- Anthophora arthuri Cockerell, 1906
- Anthophora aschabadensis Radoszkowski, 1893
- Anthophora asiatica Morawitz, 1880
- Anthophora astragali Morawitz, 1878
- Anthophora atrata Cresson, 1865
- Anthophora atriceps Pérez, 1879
- Anthophora atricilla Eversmann, 1846
- Anthophora atrifrons Smith, 1854
- Anthophora atroalba Lepeletier, 1841
- Anthophora auone Eardley & Brooks, 1989
- Anthophora auripes Morawitz, 1886
- Anthophora badia Wu, 2000
- Anthophora badia Dours, 1869
- Anthophora bahamensis Brooks, 1988
- Anthophora balassogloi (Radoszkowski, 1876)
- Anthophora balearica (Friese, 1896)
- Anthophora balneorum Lepeletier, 1841
- Anthophora barbipes Fedtschenko, 1875
- Anthophora basalis Smith, 1854
- Anthophora beijingensis (Wu, 1986)
- Anthophora belieri Sichel, 1869
- Anthophora biciliata Lepeletier, 1841
- Anthophora bifasciata Fedtschenko, 1875
- Anthophora bimaculata (Panzer, 1798)
- Anthophora bispinosa Cockerell, 1949
- Anthophora bisulca Pérez, 1895
- Anthophora blanda Pérez, 1895
- Anthophora bogdanowi Fedtschenko, 1875
- Anthophora bogutensis (Mariskovskaya, 1976)
- Anthophora boharti Brooks, 1988
- Anthophora bomboides Kirby, 1837
- Anthophora borealis Morawitz, 1864
- Anthophora brasiliana Urban & Melo, 2005
- Anthophora braunsiana Friese, 1905
- Anthophora caelebs Gribodo, 1924
- Anthophora calcarata Lepeletier, 1841
- Anthophora californica Cresson, 1869
- Anthophora candens Pérez, 1879
- Anthophora candida Pérez, 1879
- Anthophora candidifrons Cockerell, 1946
- Anthophora canescens Brullé, 1832
- Anthophora capistrata Cresson, 1878
- Anthophora carinulata Morawitz, 1886
- Anthophora caroli Pérez, 1895
- Anthophora centriformis Cresson, 1879
- Anthophora chinensis Friese, 1919
- Anthophora chulumani Urban & Melo, 2005
- Anthophora cincreus (Friese, 1896)
- Anthophora cinerascens Lepeletier, 1841
- Anthophora cinereus (Friese, 1896)
- Anthophora cinerithoracis Wu, 1982
- Anthophora citreostrigata Dours, 1868
- Anthophora clavicornis Fedtschenko, 1875
- Anthophora clavitarsa Wu, 1990
- Anthophora clessini Fedtschenko, 1875
- Anthophora cockerelli Timberlake, 1937
- Anthophora codentata Wu, 2000
- Anthophora columbariae Timberlake & Cockerell, 1937
- Anthophora concinna (Klug, 1845)
- Anthophora connexiformis Cockerell, 1917
- Anthophora coptognatha Timberlake, 1951
- Anthophora crassipes Lepeletier, 1841
- Anthophora crinipes Smith, 1854
- Anthophora croceitarsis Gussakovsky, 1935
- Anthophora crotchii Cresson, 1878
- Anthophora crysocnemis Morawitz, 1878
- Anthophora cunicularia Friese, 1914
- Anthophora dalmatica Pérez, 1902
- Anthophora dammersi Timberlake, 1937
- Anthophora deceptrix Priesner, 1957
- Anthophora denticrus Morawitz, 1872
- Anthophora dentilabris Morawitz, 1894
- Anthophora deserticola Morawitz, 1873
- Anthophora desertorum Gussakovsky, 1935
- Anthophora dispar Lepeletier, 1841
- Anthophora disparilis Friese, 1922
- Anthophora diversipes Friese, 1922
- Anthophora dorsalis Vachal, 1909
- Anthophora doursiana (Friese, 1897)
- Anthophora dubia Eversmann, 1852
- Anthophora dufourii Lepeletier, 1841
- Anthophora eburnea Radoszkowski, 1876
- Anthophora edwardsii Cresson, 1878
- Anthophora ekuivensis Cockerell, 1908
- Anthophora elbana Priesner, 1957
- Anthophora epichariformis Gribodo, 1893
- Anthophora eritrea Brooks, 1988
- Anthophora erschowi Fedtschenko, 1875
- Anthophora erubescens Morawitz, 1880
- Anthophora erythrothorax Michener, 1936
- Anthophora estebana Cockerell, 1923
- Anthophora eugeniae Gussakovsky, 1935
- Anthophora eustatiensis Brooks, 1999
- Anthophora eversa Cockerell, 1911
- Anthophora eversmannii (Dalla Torre & Friese, 1895)
- Anthophora excelsior Strand, 1916
- Anthophora excisa Morawitz, 1894
- Anthophora exigua Cresson, 1879
- Anthophora extricata Priesner, 1957
- Anthophora facialoides Brooks, 1988
- Anthophora fallaciosa Priesner, 1957
- Anthophora fayoumensis Priesner, 1957
- Anthophora fedchenkoi Radoszkowski, 1872
- Anthophora fedorica Cockerell, 1906
- Anthophora femorata (Olivier, 1789)
- Anthophora ferghanensis Gussakovsky, 1935
- Anthophora ferreola Cockerell, 1931
- Anthophora ferripicta Cockerell, 1935
- Anthophora ferruginea Lepeletier, 1841
- Anthophora festae Gribodo, 1924
- Anthophora finitima Morawitz, 1894
- Anthophora fixseni Morawitz, 1876
- Anthophora flabellata Priesner, 1957
- Anthophora flavescens Fedtschenko, 1875
- Anthophora flavicornis Morawitz, 1886
- Anthophora flaviscopa Eardley & Brooks, 1989
- Anthophora flavocincta Huard, 1897
- Anthophora flavofimbriata Hedicke, 1931
- Anthophora flavonigra (Wu, 1988)
- Anthophora flexipes Cresson, 1879
- Anthophora footei Crawford, 1914
- Anthophora forbesi Cockerell, 1907
- Anthophora franciscana Cockerell, 1949
- Anthophora fratercula Gribodo, 1924
- Anthophora fraterna Bingham, 1897
- Anthophora freimuthi Fedtschenko, 1875
- Anthophora frontata Say, 1837
- Anthophora fuliginosa Morawitz, 1894
- Anthophora fulvicauda Timberlake, 1937
- Anthophora fulvipes Eversmann, 1846
- Anthophora fulvitarsis Brullé, 1832
- Anthophora fulvodimidiata Dours, 1869
- Anthophora furcata (Panzer, 1798)
- Anthophora furcotibialis Wu, 1985
- Anthophora galalensis Priesner, 1957
- Anthophora gemella Morawitz, 1878
- Anthophora ghigii Gribodo, 1924
- Anthophora glasunovi Morawitz, 1894
- Anthophora glaucopis Friese, 1905
- Anthophora gracilipes Morawitz, 1873
- Anthophora hanseni Morawitz, 1883
- Anthophora harmalae Morawitz, 1878
- Anthophora hebeiensis Wu, 2000
- Anthophora hedickei Alfken, 1938
- Anthophora hedini Alfken, 1936
- Anthophora hegasica Priesner, 1957
- Anthophora heinemanni Fedtschenko, 1875
- Anthophora heliopolitensis Pérez, 1910
- Anthophora hermanni Schwarz & Gusenleitner, 2003
- Anthophora hilaris Smith, 1879
- Anthophora hirtiventris Friese, 1911
- Anthophora hispanica (Fabricius, 1787)
- Anthophora hispaniola Brooks, 1999
- Anthophora hololeuca Cockerell, 1923
- Anthophora holoxantha Pérez, 1895
- Anthophora hortensis Morawitz, 1886
- Anthophora huashanensis Wu, 2000
- Anthophora humilis (Spinola, 1838)
- Anthophora incerta Spinola, 1851
- Anthophora inclyta Walker, 1871
- Anthophora intricata Gribodo, 1924
- Anthophora iole Bingham, 1898
- Anthophora ireos (Pallas, 1773)
- Anthophora irregularis Dours, 1869
- Anthophora joetta Brooks, 1988
- Anthophora kaufmanni Fedtschenko, 1875
- Anthophora kazabi Banaszak, 1984
- Anthophora kigomensis Cockerell, 1938
- Anthophora kigonserana Friese, 1905
- Anthophora kneuckeri Alfken, 1938
- Anthophora kochi Fedtschenko, 1875
- Anthophora kodrokonis Cockerell, 1946
- Anthophora kristenseni Friese, 1915
- Anthophora kroneberfi Fedtschenko, 1875
- Anthophora krugeri Eardley & Brooks, 1989
- Anthophora labrosa Friese, 1911
- Anthophora lacteifrons Hedicke, 1931
- Anthophora laevigata Spinola, 1808
- Anthophora lanata (Klug, 1845)
- Anthophora lanzarotensis (Tkalcu, 1993)
- Anthophora larvata Giraud, 1863
- Anthophora latigena Morawitz, 1886
- Anthophora leonis Cockerell, 1933
- Anthophora lepidodea Dours, 1869
- Anthophora lesquerellae (Cockerell, 1896)
- Anthophora leucophaea Pérez, 1879
- Anthophora leucopyga Friese, 1911
- Anthophora leucorhina Cockerell, 1917
- Anthophora libyphaenica Gribodo, 1893
- Anthophora lieftincki (Tkalcu, 1993)
- Anthophora linsleyi Timberlake, 1941
- Anthophora loczyi Morawitz, 1892
- Anthophora loewi Fedtschenko, 1875
- Anthophora lomamica Cockerell, 1936
- Anthophora longipes Morawitz, 1884
- Anthophora lumbwana Cockerell, 1946
- Anthophora lusitanica Friese, 1919
- Anthophora luteodimidiata Dours, 1869
- Anthophora lydia Tkalcu, 1994
- Anthophora maculifrons Cresson, 1879
- Anthophora maculigera Priesner, 1957
- Anthophora maculilabralis Wu, 2000
- Anthophora mangkamensis Wu, 1982
- Anthophora marginata Smith, 1854
- Anthophora martensi Fedtschenko, 1875
- Anthophora matopensis Cockerell, 1933
- Anthophora mediozonata Laboulbene, 1870
- Anthophora megarrhina Cockerell, 1910
- Anthophora melanocephala Morawitz, 1894
- Anthophora melanognatha Cockerell, 1911
- Anthophora melanopyga Fedtschenko, 1875
- Anthophora mellina Priesner, 1957
- Anthophora mephistophelicana Strand, 1911
- Anthophora meridionalis Fedtschenko, 1875
- Anthophora metallica Morawitz, 1886
- Anthophora mexicana Sichel, 1869
- Anthophora micheneri Brooks, 1988
- Anthophora microrhina Wu, 2000
- Anthophora moderna Morawitz, 1878
- Anthophora mongolica Morawitz, 1890
- Anthophora montana Cresson, 1869
- Anthophora morawitzi Friese, 1909
- Anthophora moricei (Friese, 1899)
- Anthophora mortuaria Timberlake, 1937
- Anthophora mucida Gribodo, 1873
- Anthophora mucoriventris Friese, 1922
- Anthophora murina Fedtschenko, 1875
- Anthophora murutica Friese, 1919
- Anthophora muscaria Fedtschenko, 1875
- Anthophora namaquensis Eardley & Brooks, 1989
- Anthophora neavei Vachal, 1910
- Anthophora neglecta Timberlake & Cockerell, 1936
- Anthophora nigriceps Morawitz, 1886
- Anthophora nigrifacies Friese, 1905
- Anthophora nigrifrons Cockerell, 1931
- Anthophora nigrilabris Spinola, 1838
- Anthophora nigripes Pérez, 1879
- Anthophora nigritula Cockerell, 1924
- Anthophora nigrocaudata Wu, 2000
- Anthophora nigrociliata Pérez, 1895
- Anthophora nigromaculata Lucas, 1846
- Anthophora nigrovittata Dours, 1869
- Anthophora niveata Fabricius, 1804
- Anthophora niveifascies Hedicke, 1940
- Anthophora niveiventris Friese, 1919
- Anthophora nurrana Cockerell, 1931
- Anthophora obtusispina Wu, 1982
- Anthophora occidentalis Cresson, 1869
- Anthophora occulta Hedicke, 1938
- Anthophora oldi Meade-Waldo, 1914
- Anthophora olgae Fedtschenko, 1875
- Anthophora onosmarum Morawitz, 1876
- Anthophora oraniensis Lepeletier, 1841
- Anthophora orientalis Morawitz, 1877
- Anthophora orophila Cockerell, 1910
- Anthophora orotavae (Saunders, 1904)
- Anthophora pachyodonta Cockerell, 1923
- Anthophora pacifica Cresson, 1878
- Anthophora padiola Vachal, 1909
- Anthophora paranensis Holmberg, 1903
- Anthophora patruelis Cockerell, 1931
- Anthophora pedata Eversmann, 1852
- Anthophora perdita Cockerell, 1946
- Anthophora perezi Morawitz, 1895
- Anthophora peritomae Cockerell, 1905
- Anthophora perlustrata Priesner, 1957
- Anthophora petersenii Morawitz, 1884
- Anthophora petrophila Cockerell, 1905
- Anthophora phaceliae Brooks, 1988
- Anthophora phenax (Cockerell, 1898)
- Anthophora pilifrons Packard, 1869
- Anthophora plagiata (Illiger, 1806)
- Anthophora plagioleuca Hedicke, 1940
- Anthophora planca Pérez, 1895
- Anthophora platti Timberlake, 1951
- Anthophora plumipes (Pallas, 1772)
- Anthophora podagra Lepeletier, 1841
- Anthophora ponomarevae Brooks, 1988
- Anthophora porphyrea Westrich, 1993
- Anthophora porterae Cockerell, 1900
- Anthophora postica Vachal, 1910
- Anthophora praecox Friese, 1909
- Anthophora pretiosa Friese, 1919
- Anthophora priesneri Alfken, 1932
- Anthophora proxima Morawitz, 1894
- Anthophora prshewalskii Morawitz, 1880
- Anthophora pruinosa Smith, 1854
- Anthophora pubescens (Fabricius, 1781)
- Anthophora pulsella Dours, 1869
- Anthophora pulverosa Smith, 1854
- Anthophora punctilabris Pérez, 1879
- Anthophora purpuraria Westrich, 1993
- Anthophora pygmaea Dours, 1869
- Anthophora pygmaea Meade-Waldo, 1914
- Anthophora qinghaiensis Wu, 2000
- Anthophora quadricolor (Erichson, 1840)
- Anthophora quadrimaculata (Panzer, 1798)
- Anthophora raddei Morawitz, 1876
- Anthophora radoszkowskyi Fedtschenko, 1875
- Anthophora repleta Dours, 1869
- Anthophora retusa (Linnaeus, 1758)
- Anthophora rhodesiae Meade-Waldo, 1914
- Anthophora rhodothorax Michener, 1936
- Anthophora richaensis Alfken, 1938
- Anthophora rivolleti Pérez, 1895
- Anthophora robbi Cockerell, 1911
- Anthophora robusta (Klug, 1845)
- Anthophora rogenhoferi Morawitz, 1872
- Anthophora romandii Dours, 1869
- Anthophora rubricrus Dours, 1869
- Anthophora rudolphae Romankova, 2003
- Anthophora ruficaudis (Cameron, 1905)
- Anthophora rufiventris Friese, 1911
- Anthophora rufolanata Dours, 1869
- Anthophora rufovestita Cockerell, 1946
- Anthophora rufozonata Dours, 1869
- Anthophora rugosa Radoszkowski, 1884
- Anthophora rutilans Dours, 1869
- Anthophora sagemehli Morawitz, 1883
- Anthophora salazariae Timberlake, 1937
- Anthophora saropodoides (Dalla Torre, 1896)
- Anthophora schultzei Friese, 1909
- Anthophora scopipes Spinola, 1838
- Anthophora sefrensis Cockerell, 1933
- Anthophora selecta Priesner, 1957
- Anthophora semicinerea Dours, 1869
- Anthophora semirufa (Friese, 1898)
- Anthophora senescens Lepeletier, 1841
- Anthophora senicula Pérez, 1902
- Anthophora senilis Eversmann, 1846
- Anthophora sergia (Nurse, 1904)
- Anthophora shagrensis Priesner, 1957
- Anthophora shestakovi Gussakovsky, 1935
- Anthophora sichelii Radoszkowski, 1869
- Anthophora sichuanensis (Wu, 1986)
- Anthophora sichuanensis (Wu, 1992)
- Anthophora siewersi Morawitz, 1876
- Anthophora signata Brooks, 1988
- Anthophora similis Fedtschenko, 1875
- Anthophora simplex (Friese, 1897)
- Anthophora simplicipes Morawitz, 1880
- Anthophora sinensis (Wu, 1982)
- Anthophora socia (Klug, 1845)
- Anthophora soikai Benoist, 1961
- Anthophora solskyi Fedtschenko, 1875
- Anthophora spinacoxa Brooks, 1988
- Anthophora spinipes (Friese, 1899)
- Anthophora spinitarsis Wu, 1982
- Anthophora squammulosa Dours, 1869
- Anthophora stilobia Wu, 2000
- Anthophora strauchi Fedtschenko, 1875
- Anthophora strucki Eardley & Brooks, 1989
- Anthophora subaequa (Kohl, 1905)
- Anthophora submicans Gussakovsky, 1935
- Anthophora subserricornis Morawitz, 1894
- Anthophora subterranea Germar, 1826
- Anthophora superans Walker, 1871
- Anthophora suworzevi Morawitz, 1888
- Anthophora syriaca Friese, 1922
- Anthophora talaris Pérez, 1895
- Anthophora tarsalis Priesner, 1957
- Anthophora tarsidens Fedtschenko, 1875
- Anthophora tedshenensis Radoszkowski, 1893
- Anthophora tenella (Klug, 1845)
- Anthophora terminalis Cresson, 1869
- Anthophora testaceipes Morawitz, 1888
- Anthophora tetradonta Cockerell, 1933
- Anthophora thomsoni Saunders, 1882
- Anthophora tibialis Morawitz, 1894
- Anthophora tomentosa Mocsáry, 1878
- Anthophora torridella Meade-Waldo, 1914
- Anthophora trichopus Hedicke, 1940
- Anthophora tricolor (Fabricius, 1775)
- Anthophora tridentata (Friese, 1899)
- Anthophora tridentella Priesner, 1957
- Anthophora trifasciata Radoszkowski, 1886
- Anthophora trilineata (Pérez, 1906)
- Anthophora trochanterica Morawitz, 1888
- Anthophora tuberculilabris Dours, 1869
- Anthophora turcomanica Morawitz, 1888
- Anthophora uljanini Fedtschenko, 1875
- Anthophora uniciliata Sichel, 1860
- Anthophora unistrigata Dours, 1869
- Anthophora urbana Cresson, 1878
- Anthophora ursina Cresson, 1869
- Anthophora usbekistana Cockerell, 1930
- Anthophora usticauda Cockerell, 1912
- Anthophora valga (Klug, 1845)
- Anthophora vallorum (Cockerell, 1896)
- Anthophora vannigera Timberlake, 1951
- Anthophora vara Lepeletier, 1841
- Anthophora ventrilabris Lepeletier, 1841
- Anthophora vernalis Morawitz, 1878
- Anthophora versicolor Friese, 1925
- Anthophora vestita Smith, 1854
- Anthophora vidua (Klug, 1845)
- Anthophora villosula Smith, 1854
- Anthophora volucellaeformis Dours, 1869
- Anthophora wadicola Alfken, 1935
- Anthophora walshii Cresson, 1869
- Anthophora walteri Gonzalez, 2004
- Anthophora waltoni Cockerell, 1910
- Anthophora wartmanni Friese, 1905
- Anthophora wegelini Friese, 1914
- Anthophora wuae Brooks, 1988
- Anthophora xanthochlora Cockerell, 1923
- Anthophora xanthostoma Cockerell, 1932
- Anthophora xinjiangensis (Wu, 1985)
- Anthophora xizangensis (Wu, 1988)
- Anthophora zamoranella Cockerell, 1949
- Anthophora zanoni Gribodo, 1924
- Anthophora zimini Gussakovsky, 1935
- Anthophora zombana Cockerell, 1910

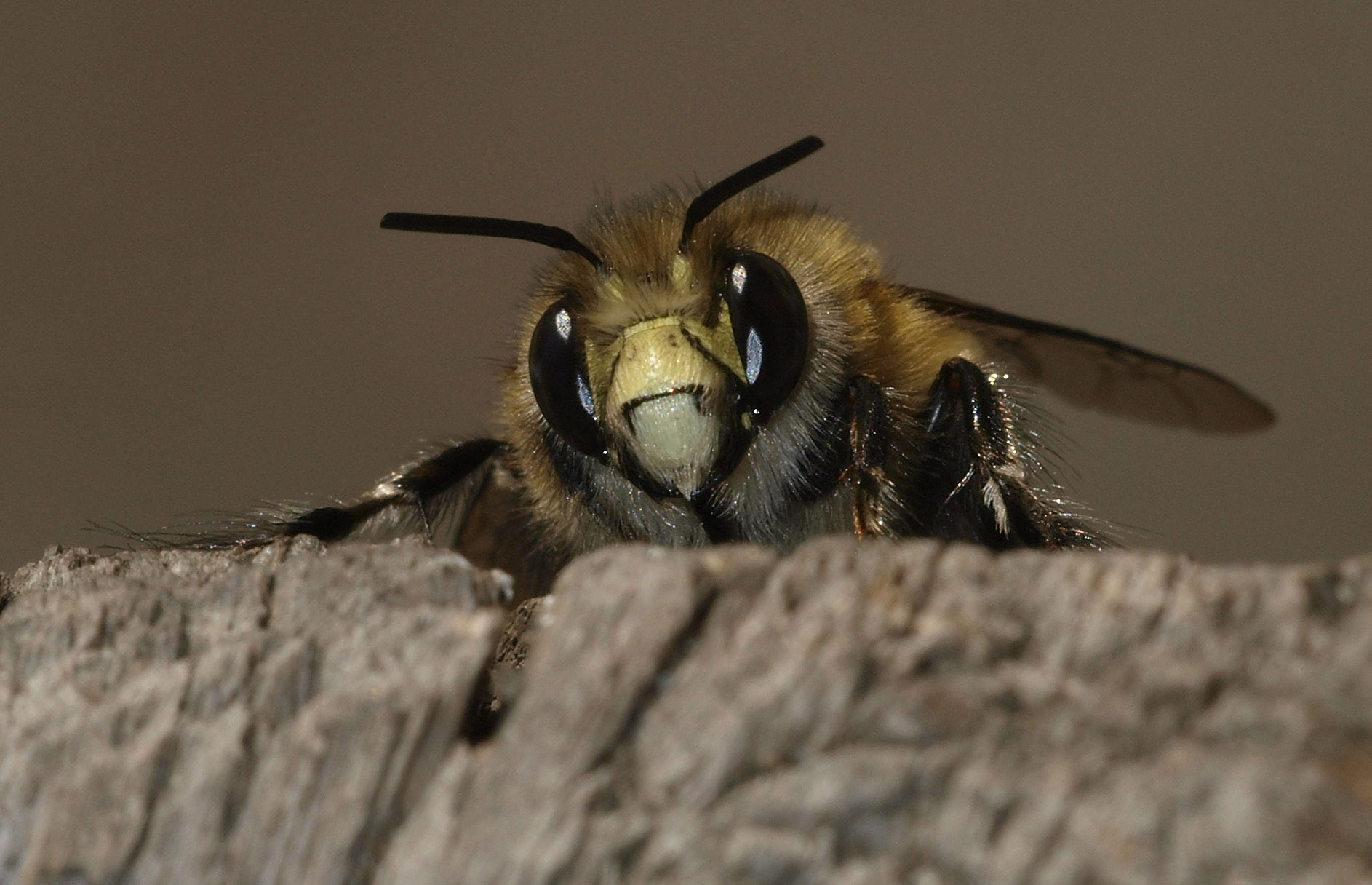
Gewone sachembij, mannetje